# Arado Ar 199
L'Arado Ar 199 fu un idrovolante da addestramento catapultabile triposto, monomotore e monoplano ad ala bassa, sviluppato dall'azienda aeronautica tedesca Arado Flugzeugwerke GmbH nei tardi anni trenta.
Progettato nel 1938 per addestrare gli equipaggi destinati ad operare con la Kriegsmarine, la marina militare tedesca del periodo nazista, per le sue caratteristiche venne utilizzato soprattutto in missioni di ricerca e soccorso almeno fino al termine della seconda guerra mondiale.

## Storia del progetto
Nel 1938 il Technische Amt (ufficio tecnico) del Reichsluftfahrtministerium (RLM), il ministero che nella Germania del periodo nazista supervisionava l'intera aviazione civile e militare, emise una specifica per la fornitura di un nuovo modello di addestratore di impostazione moderna per equipaggiare i reparti della Luftwaffe (aeronautica militare) che dovevano operare in missioni per conto della Kriegsmarine (marina militare).
A tale scopo l'ufficio tecnico dell'Arado elaborò un progetto relativo a un velivolo interamente metallico basato sull'esperienza acquisita nello sviluppo dei precedenti Arado Ar 79 e Ar 96, mantenendo l'impostazione della cabina di pilotaggio a posti affiancati del primo piuttosto che in tandem del secondo, e vicino all'impostazione generale dell'Ar 196, ovvero in configurazione idrovolante a scarponi, e che come questo potesse essere trasportato da unità della marina ed operare decollando grazie a una catapulta per aerei. L'equipaggio, alloggiato nella cabina chiusa a tre posti, poteva disporre di doppi comandi nei due posti anteriori e di apparecchiatura radio collocata nel terzo posto.
L'azienda ottenne un primo contratto per la fornitura di tre prototipi da avviare a prove di volo di valutazione, la cui costruzione avvenne nel corso del 1939; come da convenzioni RLM i tre esemplari erano indicati con il suffisso V, l'Ar 199 V-1 (WNr. 3671) che venne immatricolato con marche civili D-IFRB, a cui fecero seguito l'Ar 199 V-2 (WNr. 3672, D-ISBC) e l'Ar 199 V-3 (WNr. 3673, D-ITLF), tutti equipaggiati con un motore Argus As 410 C, un 12 cilindri a V rovesciata raffreddato ad aria in grado di erogare una potenza pari a 450 PS (331 kW), tutti abbinati a un'elica bipala a passo variabile regolabile a terra. Ai primi tre si aggiunsero altri due prototipi, l'Ar 199 V-4 (WNr. 3674, mai immatricolato) e l'Ar 199 V-5 (WNr. 3676, immatricolato con marche militari RC+HR); in quest'ultimo caso fu introdotta una nuova elica a passo variabile in volo di concezione Arado, soluzione tecnica poi adottata nella successiva produzione in serie.
Dopo le valutazioni svolte dal personale tecnico a Erprobungsstelle See (E-Stelle See), dipartimento prove e collaudi situato nella penisola di Priwall nei pressi di Travemünde, venne avviata la produzione in serie che, in base all'originario ordine di fornitura emesso il 1º gennaio 1939, avrebbe dovuto essere di 65 unità. Gli esemplari realizzati furono invece solo 26 (WNr.001-026), tutti appartenenti alla versione di preserie A-0 ed in parte costruiti in Francia. L'ordine fu modificato, in diminuzione, per dare priorità ad altri modelli ritenuti più necessari.

## Tecnica
L'Ar 199 era un idrovolante a galleggianti di costruzione interamente metallica, dall'impostazione classica per l'epoca, un monomotore in configurazione traente con velatura monoplana.
La fusoliera, opportunamente dimensionata per poter sopportare le sollecitazioni date dal decollo, che le specifiche originali prevedevano avvenisse da una catapulta per aerei, era realizzata anteriormente con struttura in tubi d'acciaio saldati ed integrava la cabina di pilotaggio, chiusa da un ampio tettuccio, con i due posti anteriori affiancati e dotati di doppi comandi più un terzo posto posteriore. Leggermente rastremata verso coda, terminava in un impennaggio classico monoderiva caratterizzato dalle generose superfici e da un unico piano orizzontale arretrato rispetto all'elemento verticale.
La velatura, di tipo monoplana, era dotata di alettoni e di ipersostentatori sia sul bordo d'entrata che su quello di uscita del piano alare, soluzione che garantiva una buona manovrabilità e controllo del volo.
Gli organi di galleggiamento consistevano in due lunghi galleggianti metallici, rastremati verso coda che terminavano in due piccole derive utili ad agevolare il controllo del velivolo in fase di flottaggio, collegati alla parte inferiore della fusoliera tramite una struttura metallica capace di ammortizzare le sollecitazioni trasmesse dalla superficie acquatica in fase di ammaraggio.
La propulsione era affidata ad un motore Argus As 410, un 12 cilindri a V rovesciata raffreddato ad aria in grado di erogare una potenza pari a 450 PS (331 kW), posizionato sul naso del velivolo protetto da una cappottatura metallica, che trasmetteva il moto a un'elica bipala a passo variabile, nei modelli di serie regolabile in volo.

## Impiego operativo
Pur se originariamente destinati alle scuole di volo, gli esemplari vennero assegnati a vari Seenotstaffel che operavano in missioni di ricerca e soccorso sul Mare del Nord.

## Utilizzatori
Germania
- Luftwaffe

### Annotazioni
1. ↑  Nella Germania del periodo, così come ad esempio nel Regno d'Italia, le operazioni aeronavali erano gestite da personale dell'aviazione aggregato ai reparti di marina.
2. ↑  da Versuch, sperimentale, in lingua tedesca.

### Fonti
1. ↑  Arado Ar199 V-3 Pantoffeltierchen.
2. ↑  Smith 1972, p. 34.
3. ↑  Tilford 1977.
4. 1 2  Nowarra 1993, p. 61.
5. 1 2  Nowarra 1993, p. 62.

### Pubblicazioni
- Earl Jr. Tilford, SEENOTDIENST: Early Development of Air-Sea Rescue, in Air University Review, United States Air Force, gennaio-February 1977. URL consultato il 2 novembre 2011 (archiviato dall'url originale il 13 gennaio 2017).